# YDPP
YDPP는 대한민국의 보이 그룹이다. 멤버는 MXM의 멤버 임영민과 김동현,  정세운, 이광현으로 이루어져 있다. 팀명은 Youth, Dream, Passion, Purity라는 뜻이다. 멤버 전부 2017년 방송 《PRODUCE 101 시즌 2》에 참가했던 이력이 있다. 2018년 4월 5일 노래 "LOVE IT LIVE IT"을 발표하였으며, 펩시의 프로젝트 파트너로 발탁되었다.

## 음반 목록
- 《LOVE IT LIVE IT》 (2018)

## 수상
| 연도 | 시상식                                | 부문                | 출처 |
| ---- | ------------------------------------- | ------------------- | ---- |
| 2018 | 제2회 소리바다 베스트 케이뮤직 어워즈 | 신한류 라이징스타상 |      |